# Misión de Apoyo contra la Corrupción y la Impunidad en Honduras
La Misión de Apoyo contra la Corrupción y la Impunidad en Honduras (MACCIH o Maccih) fue un ente internacional de cooperación creado el 19 de enero de 2016 por medio de un acuerdo firmado en Washington D. C. entre la OEA y el gobierno de Honduras presidido por Juan Orlando Hernández; convirtiéndose en la primera Misión de la OEA para el combate a la corrupción y la impunidad en un Estado miembro. La misma se integró para un periodo de 4 años, tras los cuales se disolvió, el 19 de enero de 2020. 
Contó con financiación internacional para garantizar su total independencia y autonomía. Su objetivo último fue mejorar el sistema de justicia de Honduras en la prevención y lucha contra la corrupción y la impunidad mediante la colaboración activa, el asesoramiento, y la supervisión y certificación de las instituciones del Estado encargadas de combatir y prevenir la corrupción.
La MACCIH surgió en respuesta a una serie de protestas motivadas por el escándalo de latrocinio al Instituto Hondureño de Seguridad Social. Su desempeño llevó a la judicialización de 14 casos —incluido el antes mencionado— y al procesamiento de 113 personas, incluida una ex primera dama. También colaboró en la promulgación de la Ley de Política Limpia y la integración de los primeros juzgados en el país para actos de corrupción.

## Estructura y funcionamiento
La MACCIH operó bajo la representación y responsabilidad de un Vocero, un jurista con amplia experiencia en la lucha contra la impunidad y la corrupción, el cual era designado por el secretario general de la OEA y debía contar con la previa aceptación del Gobierno. La Misión constó además de coordinadores de divisiones y un conjunto de expertos nacionales e internacionales, de la OEA y también de la ONU. Las divisiones en las que se compuso eran:
- Prevención y Combate a la Corrupción: integrada por jueces, fiscales, policías y especialistas forenses nacionales e internacionales con el objetivo de investigar casos de corrupción.
- Reforma Penal de la Justicia: daba recomendaciones para la mejora del aparato de justicia y buscaba la construcción de un sistema de seguimiento.
- Reforma Político-Electoral: asesoró sobre normas de financiamiento en la política.
- Seguridad Multidimensional: seguía las recomendaciones del informe del Sistema Nacional de Seguridad Ciudadana de Honduras y apoyó la creación de entes de protección a defensores de derechos humanos, comunicadores sociales, operadores de justicia, entre otros.

Los gastos de la MACCIH se sufragaban con contribuciones de la comunidad internacional para garantizar su absoluta independencia y autonomía. Contó con un presupuesto de 32 millones de dólares durante su periodo de vigencia, es decir, 8 millones de dólares al año.
El gobierno hondureño colaboró activamente con la Misión y se comprometió a facilitar las instalaciones que esta requiriera para el cumplimiento de sus funciones, así como a garantizar la seguridad de todos sus miembros y su libertad de movimiento en todo el territorio nacional. Los casos a investigar eran escogidos por la MACCIH, la cual entregó informes semestrales al secretario general de la OEA, dados a conocer luego al público en general. La OEA además se reservó el derecho a retirar la Misión por falta de cooperación gubernamental o de fondos internacionales.

### Personal
El primer vocero de la MACCIH fue el peruano Juan Jiménez Mayor, por su destacada experiencia en anticorrupción. Junto a él fueron nombrados Francisco Javier Guerrero Aguirre como secretario para el fortalecimiento de la democracia y el asesor del secretario general de la OEA, Sergio Jellinek; a los cuales se sumaron otros expertos internacionales, llegando a sumar 24 miembros durante sus primeros 6 meses de trabajo.
Juan Jiménez Mayor renunció el 15 de febrero de 2018 alegando falta de apoyo del Secretario General de la OEA, Luis Almagro, quien dijo previamente que la MACCIH había tenido resultados poco relevantes. Renunció también el procurador de la Maccih, Julio Arbizú, reprochando la actitud de Almagro. Jiménez Mayor fue sustituido de forma interina por la fiscal peruana Ana María Calderón. En julio de 2018 fue nombrado como Vocero el jurista brasileño Luiz Guimarães Marrey para un periodo de un año. Su gestión concluyó el 1 de julio de 2019 y otra vez pasó a ocupar el cargo interino Ana María Calderón, hasta la disolución de la Misión en enero de 2020.
Otros miembros destacados que integraron la MACCIH fueron:
| Jan-Michael Simon                                        | Desde su integración-enero de 2020 | Coordinación de la división de Prevención y Combate a la Corrupción |
| Jacobo Alejandro Domínguez Gudini                        | Desde su integración-enero de 2020 | Coordinación de la división de Reformas Político-Electorales        |
| Salvador Romero Ballivián Politólogo y experto electoral | Junio de 2017-enero de 2020        | Coordinación de la división de Reformas Político-Electorales        |
| Paulina Duarte                                           | Desde su integración-enero de 2020 | Coordinación de la división de Seguridad Multidimensional           |
| Virginia Contreras                                       | Marzo de 2017-enero de 2020        | Coordinación de la división de Seguridad Multidimensional           |
| Juan Pablo Corlazzoli García                             | Desde su integración-enero de 2020 | Coordinación del Observatorio de la Sociedad Civil                  |
| Manuel Garrido Fiscal internacional                      | Noviembre de 2016-mayo de 2017     | Investigación de casos emblemáticos de corrupción                   |
| Ana María Calderón Fiscal antidroga                      | En el cargo                        | Investigación de casos emblemáticos de corrupción                   |
| Allan Hernández                                          | Octubre de 2017-enero de 2020      | Jefe de investigación                                               |
| Marta Ladino                                             | Octubre de 2017-enero de 2020      | Fiscal internacional                                                |

## Historia

### Antecedentes y creación
Luego de estallar el escandaloso caso de desfalco y malversación del Instituto Hondureño de Seguridad Social en 2015, el grupo autodenominado "Los indignados" convocó para el viernes 29 de mayo de a cientos de capitalinos, que salieron a protestar a las calles de Tegucigalpa portando antorchas y exigiendo el esclarecimiento definitivo de este caso. Una semana después, la llamada "marcha de las antorchas" volvió a llenar las calles de Tegucigalpa, llevándose a cabo también en el transcurso de la semana marchas similares en otras ciudades del país. Desde entonces, las marchas de las antorchas convocadas por Los indignados continuaron realizándose cada semana las tarde-noches de los viernes, en Tegucigalpa y otras ciudades del país, así como manifestaciones de apoyo en el extranjero; ahora exigiendo la renuncia del presidente e instalación de una Comisión Internacional Contra la Impunidad y la Corrupción en Honduras (CICIH), similar a la CICIG conformada en Guatemala.
Luego de que cuatro miembros de Los indignados anunciaran una huelga de hambre como medida de presión para pedir la instalación de la CICIH, el presidente de la República Juan Orlando Hernández inició el 24 de junio un diálogo con diversos sectores de la sociedad y propuso la creación de un Sistema Integral Hondureño de Combate a la Impunidad y la Corrupción (SIHCIC) como una medida más profunda, incluyente y efectiva que la CICIH. La SIHCIC se compondría de una unidad de supervisión y apoyo al Ministerio Público contra la corrupción e impunidad, una unidad de supervisión y apoyo al Consejo de la Judicatura y la Inspectoría de Tribunales contra la corrupción y la impunidad, una unidad especial para la seguridad de jueces y fiscales, un observatorio del sistema de justicia y un sistema de integridad empresarial. El llamado al diálogo y la propuesta fue rechazada tajantemente por Los indignados, quienes continuaron las protestas exigiendo la conformación de la CICIH como una de las condicionantes para iniciar un diálogo.
El 7 de septiembre de 2015, un equipo de facilitadores de la OEA, dirigido por John Biehl y respaldado por el metodólogo de la ONU Alejandro Bendaña, inició un proceso de diálogo con diversos sectores de la sociedad para que la oposición y el gobierno se pusieran de acuerdo sobre la integración de un mecanismo de combate a la corrupción. El equipo mediador concluyó sus actividades el 12 del mismo mes, las cuales tuvieron como fruto la propuesta de una Misión de Apoyo y Combate a la Corrupción y la Impunidad en Honduras (MACCIH). El 9 de noviembre un equipo técnico de la OEA inició en el país centroamericano un proceso de socialización de la misma, reuniéndose con diversos sectores. Tras afinar detalles, el 19 de enero de 2016 la OEA y el gobierno hondureño firmaron un convenio para la integración de la MACCIH por un periodo de 4 años. La creación de la MACCIH fue recibida con optimismo por el presidente Hernández y por otros sectores de la sociedad hondureña como el Consejo Hondureño de la Empresa Privada, la Organización de Organizaciones Privadas de Desarrollo y la Asociación para una Sociedad más Justa; mientras aun contaba con el rechazo de algunos "indignados" y el escepticismo de grupos opositores al gobierno. El convenio fue aprobado por el Congreso el 29 de marzo y el 19 de abril fue finalmente instalada la MACCIH en el país.

### Desempeño
La MACCIH inició en Honduras a mediados de 2016 con el apoyo del Gobierno y los partidos de oposición. El primer tema de trabajo que se planteó fue el de reformas al sistema de financiamiento y fiscalización de partidos políticos y candidatos, ante las sospechas del uso de fondos públicos y de dinero procedente del narcotráfico. Su colaboración con el Gobierno dio como resultado la aprobación de la Ley de Política Limpia en octubre de ese año, la cual obliga a los candidatos a reportar la fuente de sus donaciones de campaña y establece límites a las mismas. Para algunos analistas, la implementación de esta ley fue una de las razones por las cuales la campaña política de 2017 estuvo menos saturada de publicidad que las anteriores. Ese año la MACCIH anunció que no intervendría en temas políticos, desechando la posibilidad de abrir una investigación sobre el polémico fallo de la Corte a favor de la reelección, como lo venían solicitando algunos sectores políticas.
Uno de los cuestionamientos iniciales a la MACCIH fue su inhabilitación para presentar requerimientos fiscales y ejercer acciones jurídicas, como sí lo podía hacer la CICIG. Eso se solucionó en enero de 2017, cuando la MACCIH firmó con el Ministerio Público un Mecanismo Interinstitucional de Cooperación Bilateral, mediante el cual se creó la Unidad Fiscal Contra la Impunidad de la Corrupción (UFECIC), una independencia de la Fiscalía General que investigó casos escogidos exclusivamente por la Misión y estuvo conformada por expertos escogidos en consenso por ambos entes. El acuerdo también le dio el poder a la MACCIH de solicitar información a las fiscalías y tener acceso a las denuncias, bases de datos y documentos públicos; y de colaborar con el Ministerio Público en la creación de herramientas de investigación. La UFECIC inició funciones en noviembre de 2017, con 43 profesionales seleccionados entre el Ministerio Público, la MACCIH y la Asociación para una Sociedad más Justa.
En junio la MACCIH firmó un acuerdo de colaboración con el Tribunal Superior de Cuentas para evaluar su desempeño e investigar los casos de corrupción que ambos escojan. Y a finales del año presentó su Observatorio del Sistema de Justicia Penal, creado para informar sobre los casos de corrupción en Honduras; y acompañó el proceso de selección para conformar los primeros tribunales anticorrupción en el país.
La MACCIH además se pronunció sobre diversos temas de interés nacional relacionados con la corrupción. Presentó un informe con recomendaciones para el proyecto de ley del seguro social, orientado a prevenir más actos de corrupción; propuso que se reformara la Ley de Secretos, criticó la reducción de penas por actos de corrupción en el nuevo código penal y condenó el extravío del expediente sobre el asesinato de Berta Cáceres. También lamentó la reforma a la Ley de Presupuestos que traspasa al Tribunal de Cuentas la responsabilidad penal por actos de corrupción con fondos públicos, ocurridos entre los gobiernos de 2006 a 2018; y denunció que la reforma publicada no era la que se había aprobado en el Congreso.
En mayo de 2018 la Corte Suprema de Honduras falló de manera unánime contra un recurso de inconstitucionalidad al acuerdo de creación de la MACCIH, pero mandó a que el acuerdo que creó la UFECIC fuera adecuado a la ley. El recurso había sido presentado en marzo por representantes de 5 diputados acusados por corrupción, generando reacciones de apoyo a la MACCIH entre sectores nacionales e internacionales.

#### Casos de corrupción
La MACCIH contribuyó en el caso de latrocinio al Instituto Hondureño de Seguridad Social, siendo corresponsable de las condenas al director de ese instituto. En diciembre de 2017, UFECIC en colaboración con la MACCIH acusaron a 5 diputados de malversación de fondos públicos a través de varias ONG. El caso "Red de diputados", que podría llegar a implicar la participación de más de 100 parlamentarios, fue traspasado al Tribunal Superior de Cuentas para ser investigado; esto como consecuencia de una reforma parlamentaria que fue criticada por la MACCIH.
Las investigaciones de la MACCIH y de UFECIC llevaron a la captura de la ex primera dama Rosa Elena Bonilla en febrero de 2018, quien fue acusada de malversación, lavado y asociación ilícita, a través de una red de corrupción durante su periodo en el cargo (2010-2014). El caso, bautizado como "La caja chica de la dama", se investigaba desde noviembre del año pasado, y se hallaban implicados además el cuñado y el exsecretario privado de Bonilla. Bonilla fue condenada a 58 años de prisión, y su exsecretario privado a 48. 
La MACCIH también anunció investigaciones como los presuntos actos de corrupción en el Proyecto Hidroeléctrico Agua Zarca concedido a la empresa Desarrollos Energéticos (DESA), la participación de hondureños en el caso Odebrecht y los presuntos nexos entre el presidente Porfirio Lobo y funcionarios de su gobierno con el cartel de narcotráfico conocido como Los Cachiros.

## Finalización
El 13 de noviembre de 2019, dos representantes del gobierno de Honduras y dos de la OEA instalaron una Mesa de Evaluación del Trabajo de la MACCIH, que emitió un informe el 19 de diciembre recomendando la renovación del convenio de la Misión. La misma petición fue hecha por Estados Unidos, la Unión Europea, y organizaciones de la sociedad civil. Por otra parte el Congreso Nacional de Honduras, con 71 votos a favor y 56 en contra, aprobó un informe el 9 diciembre recomendando al Poder Ejecutivo no renovarlo.
El 27 de diciembre de 2019 comenzaron las conversaciones formales entre la OEA y el gobierno de Honduras sobre el convenio de la Maccih. Aunque el Gobierno había notificado que trabajaban en la elaboración de un convenio «más fuerte», el 17 de enero se anunció que el convenio no sería renovado y la Maccih concluiría funciones dos días después.
La OEA calificó la disolución de la MACCIH como «un hecho negativo en la lucha contra la corrupción y la impunidad en el país». El hecho fue además condenado por funcionarios estadounidenses, por figuras públicas del país centroamericano como la socióloga Julieta Castellanos y el cardenal Oscar Rodríguez Madariaga, y por el Consejo Nacional Anticorrupción.

## Críticas y controversias
En 2017, la empresa Desarrollos Energéticos (DESA), su Proyecto Hidroeléctrico AguaZarca y el Consejo Hondureño de la Empresa Privada criticaron a la MACCIH por sus declaraciones al anunciar que investigaría los presuntos actos de corrupción de DESA en la concesión del Proyecto, entre otros. También la Corte Suprema de Justicia emitió un comunicado rechazando cualquier tipo de presiones externas luego que el vocero de la MACCIH se pronunciara contra una decisión judicial en el caso de la Red de diputados.
En enero de 2018 la MACCIH criticó una reforma aprobada a la Ley de Presupuesto de la República por entorpecer la investigación contra funcionarios acusados por corrupción. Ante la controversia generada entre este ente y el Congreso de Honduras, el presidente Hernández pidió al Secretario General de la OEA, Luis Almagro, establecer un diálogo para resolver el conflicto, tal como lo establece el convenio firmado en 2016. Almagro envió al expresidente guatemalteco Álvaro Colom para mediar el diálogo, pero este fue detenido en su país por actos de corrupción.
Tras la renuncia de Juan Jiménez Mayor como Vocero de la Maccih en febrero de 2018, se desató una discusión en Twitter entre este y el Secretario General de la OEA Luis Almagro, incentivada por las acusaciones de este último. Jiménez Mayor, quien había destacado la colaboración del gobierno y la voluntad de Honduras de generar cambios institucionales, mencionó en repetidas ocasiones la existencia de intereses nacionales e internacionales para sacar a la Misión del país, afirmando un mes antes de su renuncia que se había contratado una firma internacional para investigarlo.
El 5 de marzo del mismo año la Fundación Arcadia emitió un comunicado donde acusó al ex-Vocero de extralimitarse en sus funciones reiteradamente, violando el convenio bilateral de la MACCIH y las leyes hondureñas para buscar protagonismo; y también lamentó el incipiente desempeño de la nueva Vocera interina.